# Ludwig Schulthess
Ludwig Schulthess (* 21. August 1805 in Zürich; † 10. Mai 1844 in Benken ZH) war ein Schweizer Ingenieur und Zeichner.

## Leben

Ludwig Schulthess mit seinem Zwillingsbruder Emil

Ludwig Schulthess

Ludwig Schulthess wuchs zusammen mit seinem Zwillingsbruder Emil (1805–1855) und zwei weiteren Brüdern im Haus «Lindengarten» am Hirschengraben in der Stadt Zürich auf. Seine Eltern waren der Zürcher Ratsherr, Bankier und Seidenhändler Leonhard Schulthess (1775–1841) und seine Frau Dorothea Nüscheler.
Nach dem Besuch der Zürcher Stadtschule und einem Sprachaufenthalt in Genf studierte Ludwig in Wien und Karlsruhe Wasser- und Strassenbau. 1832 kehrte er nach Zürich zurück und trat als Ingenieursadjunkt in den Dienst des Kantons Zürich. 1833 heiratete er die Arzttochter Anna Kaufmann, die ihm drei Söhne und eine Tochter gebar.
Als Mitglied der Antiquarischen Gesellschaft Zürich arbeitete er als Konservator und zeichnete bei Ausgrabungen und Planaufnahmen. Ludwig Schulthess starb in Benken an Typhus, als er Johann Conrad Vögelin bei der Ausarbeitung eines historischen Atlas unterstützte.

## Werk
Schulthess war ein Pionier der zeichnerischen Dokumentation von Baudenkmälern und schuf gegen dreihundert Ansichten von Kirchen, Klöstern und Schlössern. Besonders intensiv beschäftigte er sich mit dem Kloster Töss, das er aus verschiedenen Himmelsrichtungen zeichnete, einen Plan und eine Ansicht aus der Vogelperspektive anfertigte. Schulthess war es, der Johann Conrad Werdmüller damit beauftragte, die Fresken des Kreuzgangs vor ihrem Abbruch zu kopieren.
Schulthess soll farbenblind gewesen sein; wohl ein Grund dafür, dass er für seine Zeichnungen die Sepiatechnik bevorzugte.

## Emil Schulthess
Ludwigs Zwillingsbruder Emil stieg ins elterliche Seidengeschäft ein. Daneben arbeitete er auch als Heraldiker und Landschaftsmaler; zahlreiche Ansichten von Schlössern und Kirchen im Kanton Zürich sowie aus dem alten Zürich stammen von ihm.

## Werke (Auswahl)

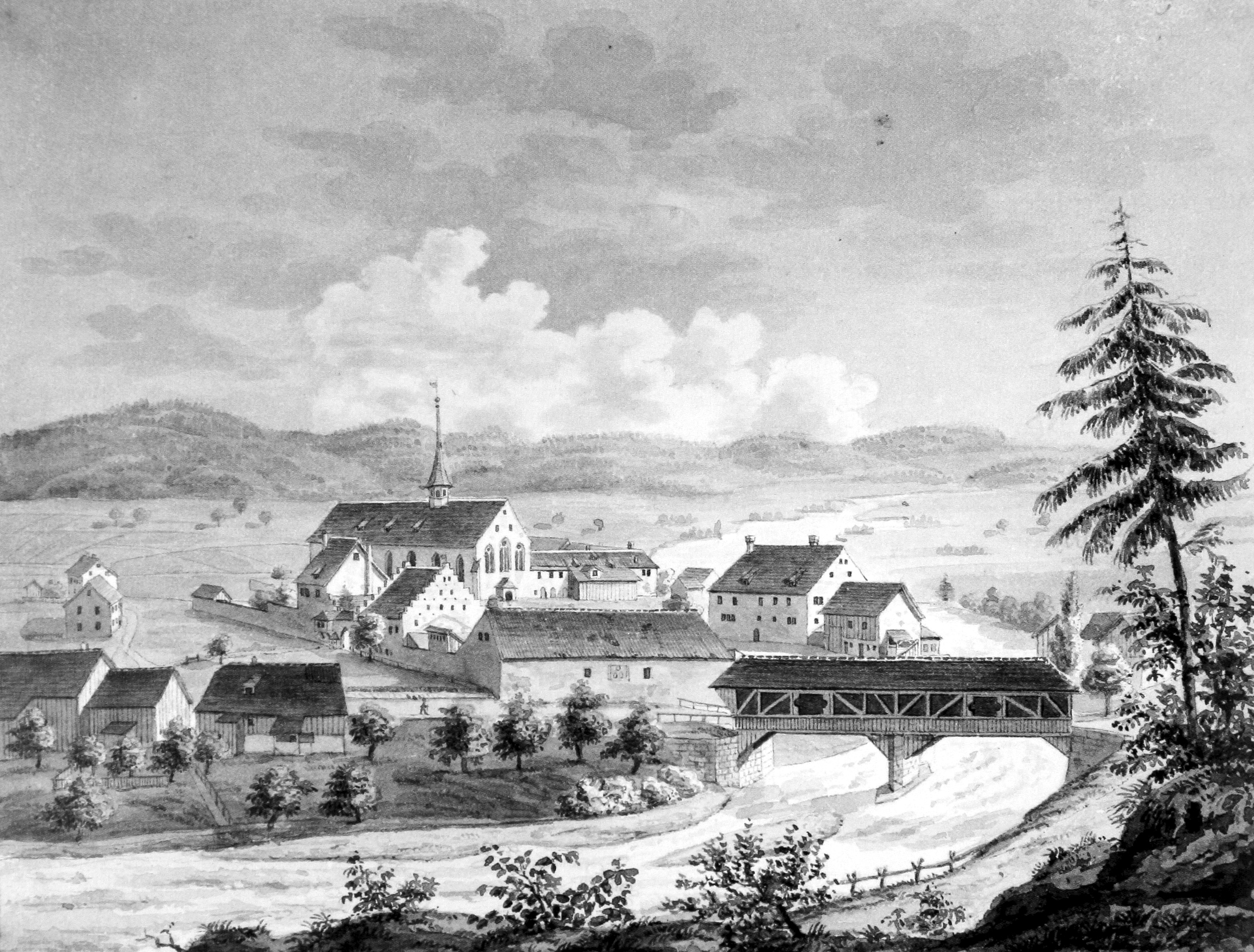
Kloster Töss
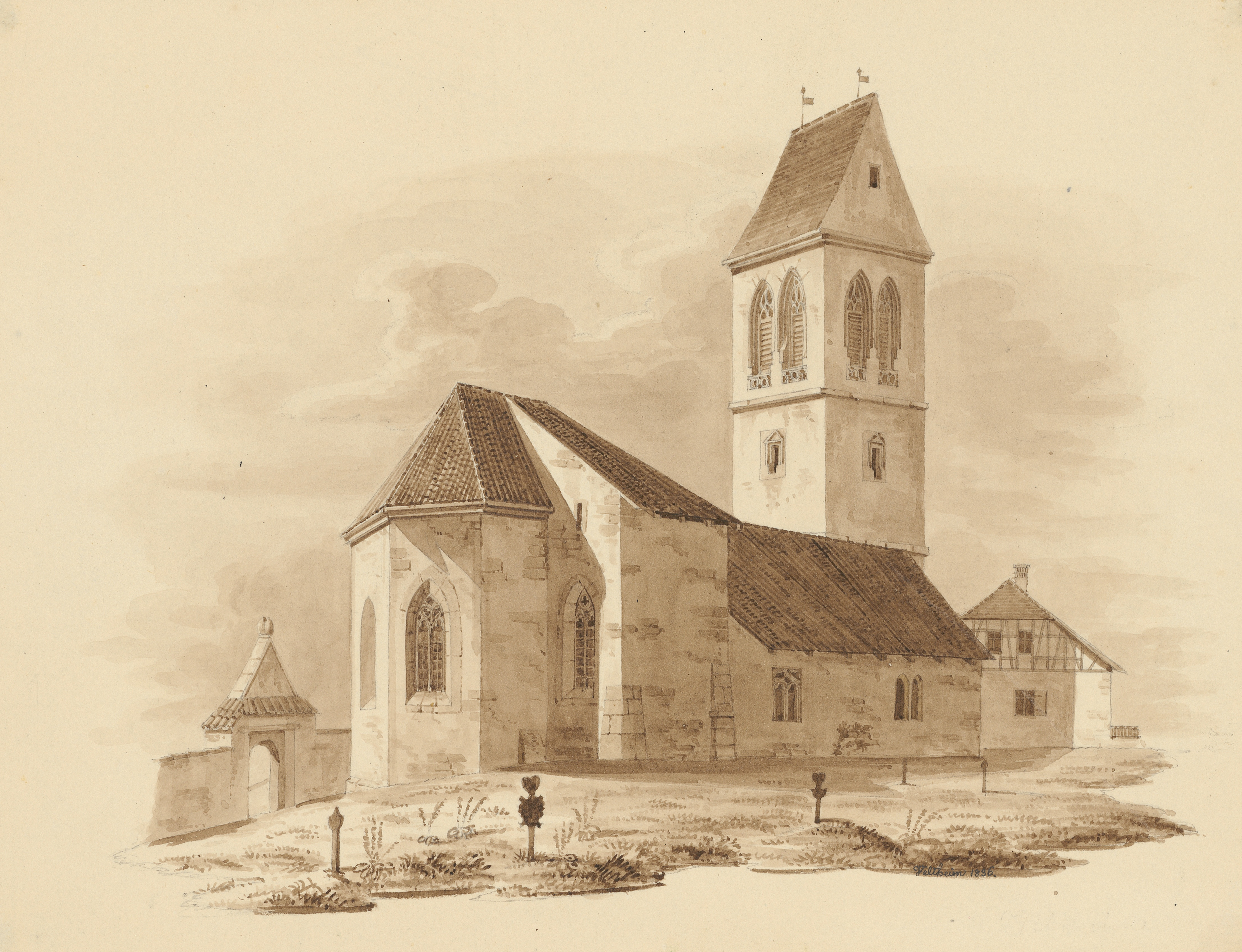
Reformierte Kirche Veltheim
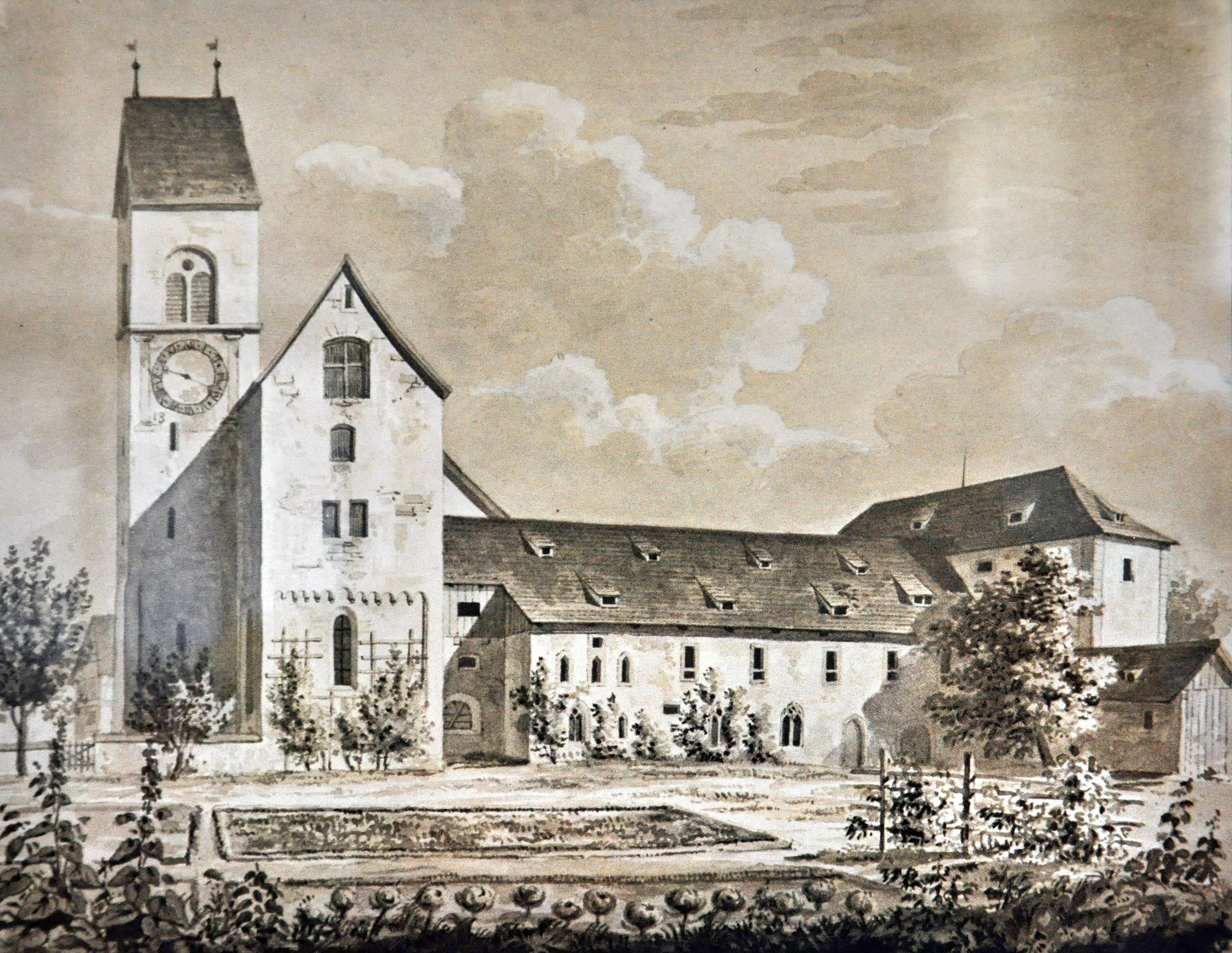
Kloster Rüti
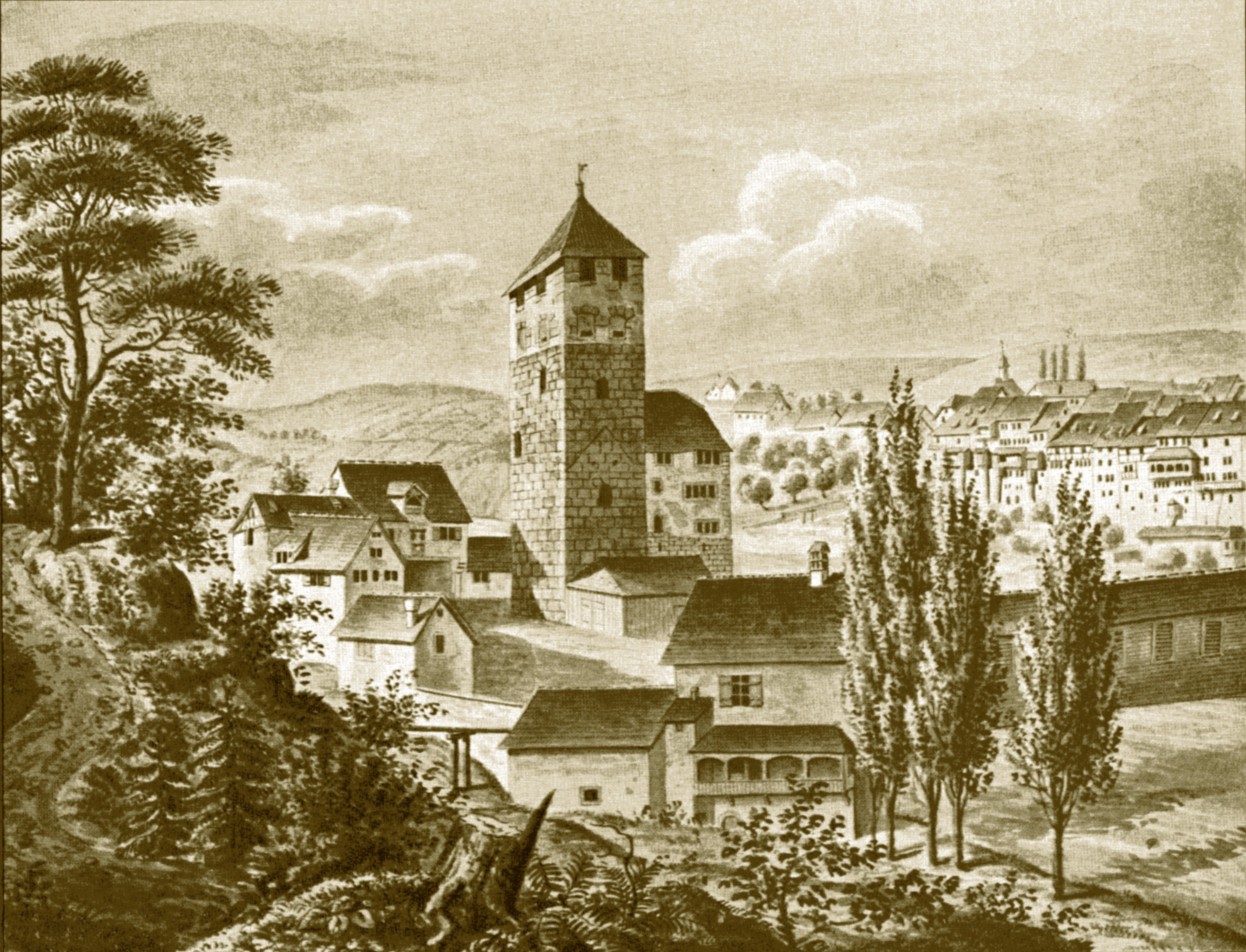
Schloss Eglisau